# Koro Sensei Quest
Koro Sensei Quest (jap. 殺せんせーQ! Koro-sensei Q!) – shōnen-manga autorstwa Kizuku Watanabe z ilustracjami Jō Aoto, będąca spin-offem Klasy skrytobójców Yūseia Matsui. Seria ukazywała się na łamach „Saikyō Jump” wydawnictwa Shūeisha od 2 października 2015 do 4 października 2019.
W oparciu o mangę powstał 12-odcinkowy serial ONA i pełnometrażowy film animowany, za których produkcję wykonawczą odpowiadało studio Lerche.

## Fabuła
Akcja serialu rozgrywa się w świecie RPG. Zadaniem uczniów gimnazjum Kunugigaoka jest zabicie Króla Demonów, który uczy ich jak go pokonać. W trakcie nauki jak i prób zabójstwa, główni bohaterowie napotykają różne przeszkody. 

## Manga
Pojedyncze rozdziały mangi ukazywały się w czasopiśmie „Saikyō Jump” od 2 października 2015 do 4 października 2019. Następnie rozdziały były zbierane i wydane w 5 tankōbonach wydawanych od 4 lipca 2016 do 1 listopada 2019.
| Nr | Data wydania (język japoński) | ISBN (język japoński)  |
| -- | ----------------------------- | ---------------------- |
| 1  | 4 lipca 2016                  | ISBN 978-4-08-880733-1 |
| 2  | 3 marca 2017                  | ISBN 978-4-08-881094-2 |
| 3  | 4 stycznia 2018               | ISBN 978-4-08-881334-9 |
| 4  | 4 lutego 2019                 | ISBN 978-4-08-881737-8 |
| 5  | 1 listopada 2019              | ISBN 978-4-08-882117-7 |

## Anime
Anime typu ONA w oparciu o spin-off zostało zapowiedziane w numerze 51/2016 magazynu „Shūkan Shōnen Jump”. Wcześniej strona Fuji Creative poinformowała, że serial liczyć będzie 12 odcinków trwających po 10 minut.
Polska premiera serialu ONA odbyła się 10 listopada 2018 na antenie Polsat Games. Kolejne odcinki były emitowane w każdą sobotę o 22.00 i 22.15.

### Spis odcinków
| N/o | Tytuł                                                                                   | Premiera w Japonii | Premiera w Polsce |
| --- | --------------------------------------------------------------------------------------- | ------------------ | ----------------- |
| 1   | — Maō to E-gumi (魔王とE組)                                                             | 23 grudnia 2016    | 10 listopada 2018 |
| 2   | — Akai Akuma (赤い悪魔)                                                                 | 30 grudnia 2016    | 10 listopada 2018 |
| 3   | — Yūwaku no majo (誘惑の魔女)                                                           | 5 stycznia 2017    | 17 listopada 2018 |
| 4   | — Shiren no iseki (試練の遺跡)                                                          | 12 stycznia 2017   | 17 listopada 2018 |
| 5   | — Shinka no majutsu-shi (進化の魔術師)                                                  | 19 stycznia 2017   | 24 listopada 2018 |
| 6   | — Gin no kyōsenshi (銀の狂戦士)                                                         | 26 stycznia 2017   | 24 listopada 2018 |
| 7   | — Go eiketsu! (五英傑！)                                                                | 2 lutego 2017      | 1 grudnia 2018    |
| 8   | Zła zmiana Ore ga maō de maō ga ore de (オレが魔王で魔王がオレで)                       | 9 lutego 2017      | 1 grudnia 2018    |
| 9   | Starcie w wieży Fukama Kessen! Fukuma no tō (決戦！伏魔の塔)                            | 16 lutego 2017     | 8 grudnia 2018    |
| 10  | Takebayashi opuszcza klasę E? Takebayashi, E-gumi Yameru tte yo (竹林、E組まめるってよ) | 23 lutego 2017     | 8 grudnia 2018    |
| 11  | Nie praca, lecz powołanie Tenshoku? Tenshoku?! (転職？天職？！)                         | 2 marca 2017       | 15 grudnia 2018   |
| 12  | Żegnaj Wielki Zły Bye Bye Maō (BYE BYE 魔王)                                            | 9 marca 2017       | 15 grudnia 2018   |